# FC Brüssel
Der RWDM Brussels FC (RWDM) war ein belgischer Fußballverein aus der Gemeinde Molenbeek-Saint-Jean – einem Teil der Stadtregion Brüssel – der 2002 aus der Fusion der beiden Clubs RWD Molenbeek und KFC Strombeek entstand. Von 2004/05 an spielte der Verein vier Jahre in der belgischen Ersten Division, bis er 2008 in die zweite belgische Liga abstieg. Umgangssprachlich wurde der Klub auch De Bondgenoten oder/ Les Coalisés (Die Verbündeten) genannt. Nach der Saison 2013/14 wurde der Club aufgelöst.

## Geschichte
Der Verein war das Ergebnis einer langen Reihe von Fusionen und Umbenennungen Brüsseler Clubs. Die Anfänge reichen bis ins 19. Jahrhundert zurück.

### Racing Club de Bruxelles
Der Racing Club wurde 1891 als Leichtathletikverein gegründet, an den sich 1894 eine Fußballabteilung anschloss. 1895 gehörte er zu den Gründungsmitgliedern des belgischen Fußballverbandes UBSSA, dem späteren KBVB. 1921 erhielt er das Privileg, sich Royal Racing Club de Bruxelles nennen zu dürfen. Seine Farben waren schwarz und weiß.

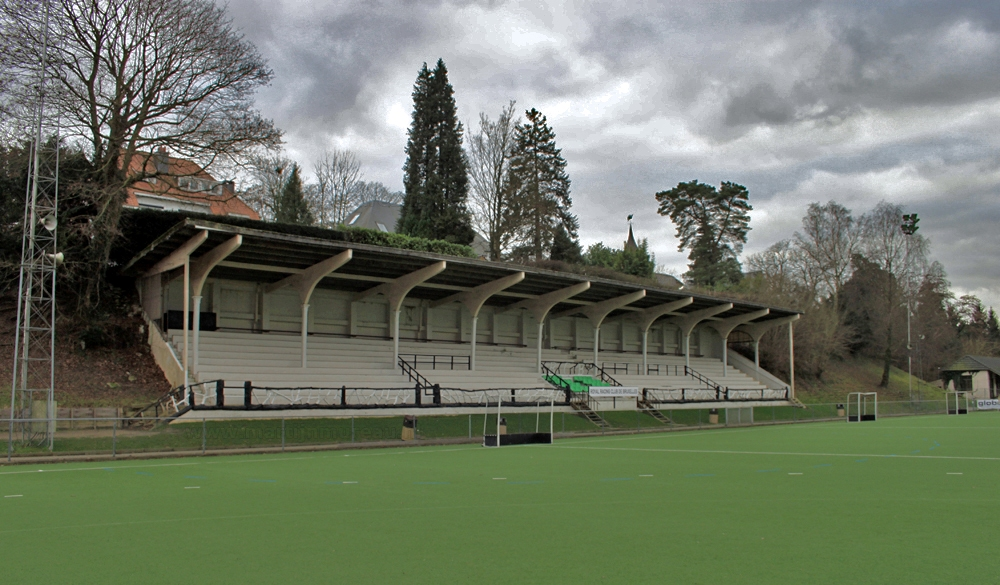
Haupttribüne des Stadions "De Ganzenvijver/Stade du Vivier d'Oie" in Uccle/Ukkel

In den Anfangsjahren der belgischen Fußball-Liga war Racing Club die dominierende Mannschaft. Sie wurde 1897, 1900, 1901, 1902, 1903 und 1908 Meister. Dabei spielte sie im Stadion "De Ganzenvijver/Stade du Vivier d'Oie" in Uccle/Ukkel. Dieses heute denkmalgeschützte Stadion verfügt über die erste aus Beton gebaute Tribüne auf dem europäischen Festland, die 800 Plätze bietet. Dort wurde am 1. Mai 1904 beim ersten kontinentalen Länderspiel zwischen Belgien und Frankreich durch den Vereinssekretär Louis Muhlinghaus auch die Gründung der FIFA angeregt, bei der er dann am 21. Mai 1904 Gründungsmitglied und erster Generalsekretär wurde. Später war ab 1954 der Racing-Vorsitzende Rodolphe Seeldrayers FIFA-Vorsitzender.
Nach dem Ersten Weltkrieg war die beste Zeit des Vereins vorüber und er spielte nur noch in den unteren Regionen der ersten oder in der zweiten Liga. Er spielte dann auch im Drei-Linden-Stadion. Mit Jan De Bie und Jacques Moeschal stellte der Klub zwei Teilnehmer an der ersten Fußball-Weltmeisterschaft 1930 in Uruguay.
Als einer der ältesten Fußballvereine des Landes hatte Racing die prestigeträchtige Stammnummer Sechs des belgischen Fußballverbands inne. Diese Matrikelnummern werden vom KBVB an seine Mitgliedsvereine in der Reihenfolge ihrer Anmeldung vergeben, eine niedrige Stammnummer ist also ein Ausweis besonderer Tradition eines Vereins.
1963 fusionierte der Verein mit White Star. Ein neuer Verein mit dem alten Namen Racing Club de Bruxelles 1891 wurde 2005 gegründet.

### White Star
White Star wurde 1909 von Studenten des Sint-Bonifacius-Instituts in Ixelles gegründet. Die Mannschaft spielte in den Farben des Instituts: rot und weiß. Um sich von anderen Mannschaften mit der gleichen Spielkleidung zu unterscheiden, wurde ein weißer Stern zugefügt – so entstand der Vereinsname. Als White Star Athletic Club wurde der Verein Mitglied des Fußballverbandes und erhielt die Stammnummer 47, die später der RWDM übernahm. 1922 wurde der Name in White Star Woluwe AC, 1935 in Royal White Star AC geändert. Zeitweise spielte er in der ersten, meist jedoch in der zweiten Liga und konnte keine herausragenden Ergebnisse erzielen.

### Racing White
1963 fusionierten Racing Club und White Star zu Royal Racing White mit der Stammnummer 47. Racing White erreichte die erste Liga, stand 1969 im Pokalfinale gegen Lierse SK und nahm 1972/73 am UEFA-Cup teil, wo er in der ersten Runde gegen die portugiesische Mannschaft GD CUF Barreiro verlor. Mit diesen Resultaten konnte er keine großen Zuschauermassen anziehen und so näherte man sich Daring Molenbeek an, mit dem Ziel, eine europäische Spitzenmannschaft zu stellen.

### Daring Molenbeek
Der Daring Football Club wurde 1895 von Studenten gegründet und trat 1897 als Daring Club de Bruxelles dem belgischen Fußballverband bei. Schon 1900 fusionierte man mit dem Bruxelles Football Club zu Daring Bruxelles Football Club, nahm aber nach zwei Jahren erneut den Namen Daring Club de Bruxelles an, nachdem der Club auch mit Sporting Molenbeek und Skill FC fusioniert hatte. 1903 schloss sich auch noch der Verein US Bruxelles an. In diesem Jahr erreichte Daring die erste Liga und wurde zum Lokalrivalen für Union Saint-Gilloise. Seit 1920 durfte er sich Daring Club de Bruxelles Société Royale nennen und führte die Stammnummer zwei. 1950 änderte sich der Name noch einmal in Royal Daring Club de Bruxelles und 1970 schließlich in Royal Daring Club Molenbeek. Auf Daring gehen die heutigen Vereinsfarben rot-schwarz zurück.
Daring war 1912, 1914, 1921, 1936 und 1937 Meister. Kurz vor dem Zweiten Weltkrieg wurde Daring beschuldigt, einen Spieler von Union bestochen zu haben. Der Club wurde in die dritte Liga relegiert, konnte aber durch eine Vereinbarung mit Union Hutoise in der zweiten Liga spielen. Nach 1950 spielte Daring nur noch die Rolle einer Fahrstuhlmannschaft zwischen erster und zweiter Liga, erreichte ein paar Mal auch den europäischen Messepokal. 1969 folgte der letzte Abstieg. Als Zweitligist stand der Club 1970 noch einmal im Pokalfinale. Daring wollte zurück in die erste Liga, doch dazu war eine Fusion mit Racing White nötig.

### Racing White Daring Molenbeek (RWDM)
Racing White Daring Molenbeek (kurz: RWDM) wurde 1973 aus der Taufe gehoben. Da sich der ältere Club Racing White dem erfolgreicheren Daring Molenbeek anschloss, musste der neue Verein auf die Stammnummer sechs verzichten und startete mit der Matrikelnummer 47. In die neue Verbindung brachte Daring auch das Oscar Bossaertstadion ein, das jetzt Edmond Machtensstadion genannt wurde, und seine treuen Fans.
Gleich in der ersten Saison (1973/74) wurde RWDM Dritter und erreichte damit wieder den Europapokal. In der folgenden Saison wurde die Mannschaft sogar Meister. Von 1973/74 bis 1977/78 spielte RWDM fünfmal hintereinander in einem europäischen Wettbewerb und blieb dabei in 14 Spielen ungeschlagen. 1976/77 setzte sich die Mannschaft im UEFA-Pokal gegen Næstved IF, Wisła Krakau, FC Schalke 04 und Feyenoord Rotterdam durch und schied erst im Halbfinale durch zwei Unentschieden gegen Athletic Bilbao aus. Danach qualifizierte sich RWDM noch zweimal (1980 und 1996) für den Europapokal, schied aber jeweils in der ersten Runde aus. Sportlich ging es seit den 1980er Jahren bergab: RWDM stieg 1984, 1989 und 1998 aus der ersten Liga ab. Drei Jahre nach dem letzten Abstieg schaffte RWDM 2001 noch einmal den Aufstieg, doch wurde der Verein nach großen finanziellen Problemen in die dritte Liga relegiert und ihm schließlich die Lizenz entzogen – der Club wurde aufgelöst und ging 2002 im KFC Strombeek auf.

### KFC Strombeek
Nach dem Ende des RWDM übernahm Johan Vermeersch, der lange bei RWDM aktiv gewesen war, einen anderen Verein, den KFC Strombeek, der jetzt im Edmond Machtensstadion spielte. Dieser war seit 1932 Mitglied des belgischen Fußballverbandes KBVB. Nachdem der RWDM vom KFC Strombeek aufgenommen und dieser von einem neuen Eigentümer übernommen worden war, wurde der Verein 2003 in FC Brüssel umbenannt. Für die meisten Fans ist dies der Nachfolger des ruhmreichen RWDM.

## Abstieg und Auflösung
Von 2004/05 an spielte der FC Brüssel vier Jahre in der ersten belgischen Liga. In der ersten Saison konnte der Abstieg nur knapp verhindert werden, danach ging es nach dem 9. Platz 2006 über Platz 13. (2007) in die zweite Liga (2008, 18. Platz), wo der Verein in der Saison 2010/11 erneut gegen den Abstieg spielte. Am 24. Juni 2014 gab der Präsident des Clubs, Johan Vermeersch, die Auflösung des Clubs bekannt, da der Verein nach dem sportlichen Abstieg keine Lizenz für die kommende Spielzeit in der zweiten Liga bekommen hatte.

## Trainer (unvollständig)
- Robert Waseige (2005)
- Franky Van Der Elst (2008)
- Marc Grosjean (2008–2009)
- Stéphane Demol (2012)